# Pauline Nyiramasuhuko
Pauline Nyiramasuhuko, née en avril 1946, est une femme politique rwandaise. Elle est ministre de la Famille et du Progrès des femmes de 1992 à 1994 dans le gouvernement Kambanda.
Accusée d'avoir notamment incité les milices interahamwe à violer des femmes lors du génocide des Tutsi en 1994, elle est jugée par le Tribunal pénal international pour le Rwanda dans l'affaire dite de Butare, et condamnée en 2011, pour sept chefs d'accusation de génocide, crimes contre l'humanité et crimes de guerre, à la prison à vie. Elle est alors la première femme condamnée pour génocide. En 2015, en appel, sa peine est réduite à quarante-sept années de prison.

## Biographie

### Enfance et études
Née en 1946 dans une famille pauvre de Hutus de la petite communauté agricole de Ndora, dans la province de Butare, elle a fréquenté l'école sociale de Karubanda où elle devint amie avec Agathe Kanziga, la future épouse de Juvénal Habyarimana qui deviendra président du Rwanda.
Après son cursus, elle devint assistante sociale. En 1968, elle se maria avec Maurice Ntahobali et ensemble, ils eurent quatre enfants. Elle a travaillé pour le ministère d'État des Affaires sociales et de l'Information des femmes, notamment dans le domaine de la santé et de la garde des enfants. En 1986, elle étudia le droit à l'université nationale du Rwanda. Nommée ministre de la Famille dans le gouvernement de 1992 de Habyarimana, elle est également membre de l'Akazu.

### Ministre de la Famille et génocide
Le génocide au Rwanda commença le 6 avril 1994 après l'assassinat de Habyarimana. Les Hutus, armés, se déployèrent dans toute la campagne mettant en place des points de contrôle afin d'empêcher les Tutsis de s'enfuir. Les Hutus qui refusaient de participer au génocide furent attaqués,. Alors que le secteur de Butare refusait de participer au génocide, le gouvernement intermédiaire envoya Pauline Nyiramasuhuko de la capitale, Kigali à Butare, sa ville natale afin qu'elle y intervienne. Elle ordonna au gouverneur de l'époque d'organiser des massacres et lorsqu'il refusa, il fut limogé puis tué. Nyiramasuhuko appela alors des milices de Kigali. Le 25 avril 1994, alors que des milliers de Tutsis étaient rassemblés dans un stade où la Croix-Rouge leur fournissait un abri et de la nourriture, Nyiramasuhuko y aurait organisé un piège,. Les interahamwe, conduits par Arsène Shalom Ntahobali, le fils de Pauline, encerclèrent le stade. Les réfugiés furent violés, torturés, tués et leur corps furent brûlés,. Pauline Nyiramasuhuko supervise le carnage. « Avant de tuer les femmes, vous devez les violer », ordonne-t-elle,. Lors d'un autre événement, elle ordonna à ses hommes de prendre des bidons d'essence de sa voiture et de les utiliser pour brûler un groupe de femmes à mort, en laissant une victime de viol survivre en tant que témoin. Le nombre de rescapées violées — et pour nombre d'entre elles contaminées par le VIH —  dans la région de Butare est estimé à 30 000.
Pauline Nyiramasuhuko quitte finalement Butare le 3 juillet 1994, date de la veille de l'arrivée du FPR.

### Implication dans le génocide et condamnation
En fuite au Zaïre, elle est arrêtée au Kenya le 18 juillet 1997 lors de l'opération « NAKI » (Nairobi-Kigali) mise en œuvre par Louise Arbour, alors procureure du Tribunal pénal international pour le Rwanda,. Elle comparaît un mois et demi plus tard en plaidant non coupable. En 1999, l'acte d'accusation du tribunal est amendé ; il contient les charges d'entente en vue de commettre un génocide, complicité de génocide, crimes contre l'humanité et violations du droit de la guerre. Le procès du « groupe de Butare » s'ouvre en juin 2001. Sa belle-fille Beatrice Munyenyezi témoigne en sa faveur, niant les massacres et l'implication de Nyiramasuhuko et d'Arsène Shalom Ntahobali.
Son agenda — retrouvé à son domicile kenyan — constitue l'élément clé de la stratégie du bureau du Procureur. Selon André Guichahoua, sociologue et expert auprès du tribunal, le document qu'il a analysé et traduit met en lumière une femme qui « "s'affiche comme l'un des activistes les plus combatifs et les plus virulents dans la dénonciation et le châtiment des ennemis", les Tutsis ». Alison Des Forges la présente également comme l'une des ministres, fervente supportrice du Hutu Power, ayant le plus appuyé la mobilisation de la population en soutien aux militaires et miliciens, dont le nombre était insuffisant pour tuer les Tutsis à grande échelle et de façon rapide.
Le 24 juin 2011, elle est reconnue coupable de génocide, crimes contre l'humanité et violations graves à l'article 3 commun aux Conventions de Genève et au Protocole II et condamnée à la prison à perpétuité,,. En particulier, les juges considèrent qu'en ordonnant à des individus sous sa responsabilité, c'est-à-dire les interahamwe, la commission de viols et de meurtres, elle s'est légalement rendue complice de tels actes. Au demeurant, il est fait grief à l'ancienne ministre d'avoir organisé ces actes « en vertu d'une stratégie délibérée et planifiée », le jugement faisant notamment état d'une distribution de préservatifs de sa part début juin avec des directives explicites. Elle est alors la première femme de l'histoire condamnée par une juridiction pénale internationale pour génocide et demeure l'unique mise en accusation par le TPIR.
Si le cas de Pauline Nyiramasuhuko est emblématique en raison de son niveau de responsabilité élevé s'agissant de la mise en œuvre du génocide, il témoigne aussi d'une certaine évolution du rôle et de la place des femmes : alors qu'elles ont constitué lors des massacres précédents « le dernier rempart » à l'extension de la violence liée aux discours idéologiques extrêmistes, elles ont pour la première fois en 1994, pour certaines, pris part directement aux actes et ont, de facto, servi de « relais » au sein de la sphère familiale. En toute hypothèse, à l'instar des poursuites lancées contre Biljana Plavšić, la justice pénale internationale marque une évolution « relative [...] dans l’inculpation de femmes pour responsabilité de commandement et non pour responsabilité individuelle dans des faits de violence ou de sadisme ».
En décembre 2015, la Chambre d'appel confirme le verdict de culpabilité mais réduit sa peine à quarante-sept années d'emprisonnement en considérant que le droit à être jugé dans un délai raisonnable a été violé, le procès initial s'étant étalé sur dix ans.